# Бирюков, Павел Андреевич
Па́вел Андре́евич Бирюко́в — русский театральный и киноактёр начала XX века. Работал в театральной труппе Введенского народного дома в Москве. Затем присоединился к киностудии «Торговый дом Ханжонкова» и исполнил около тридцати ролей в кино. Специализировался прежде всего на характерных ролях. Снимался с 1909 до 1917 года. Дальнейшая биография неизвестна.

## Фильмография
- 1909 — «Женитьба» — Подколесин[2]
- 1909 — «Русская свадьба XVI столетия» («Выбор царской невесты») — сват[3]
- 1910 — «Вадим» — Федосеич[4]
- 1910 — «Вторая молодость» — Готовцев[5]
- 1910 — «Идиот» — Парфён Рогожин[6]
- 1910 — «Маскарад» — неизвестный[7]
- 1910 — «Пиковая дама» — Герман[8][7]
- 1911 — «Боярская дочь» («Вольная волюшка») — атаман разбойников[8]
- 1911 — «Братья-разбойники» (не был выпущен в прокат) — разбойник[9]
- 1911 — «Евгений Онегин» — Онегин[10]
- 1911 — «Князь Серебряный» — Афанасий Иванович Вяземский[11]
- 1911 — «На бойком месте» — Пётр Непутёвый[12]
- 1911 — «Накануне Манифеста 19 февраля» — помещик[13]
- 1911 — «Оборона Севастополя» — ?[14][13]
- 1911 — «Светит, да не греет» — Робачёв[15][16]
- 1912 — «Последний нынешний денёчек» — Иван[17]
- 1912 — «Рабочая слободка» — Фёдор[18]
- 1912 — «Человек» («Драма наших дней») — Василий Михайлович Барков, «человек» из ресторана[19][20]
- 1913 — «Фальшивый купон» — председатель Казённой палаты[21]
- 1914 — «В руках беспощадного рока» («Курсистка Надя Жданова», «Преграда крови») — отец Нади Ждановой[22]
- 1914 — «Жизнь в смерти» — адвокат Покровский, муж Ирмы[23]
- 1914 — «Ревность» — Сергей Петрович[24]
- 1914 — «Сказка о спящей царевне и семи богатырях» — богатырь[25][26]
- 1914 — «Сорванец» («Девочка-огонь», «Невеста Анатоля») — отец невесты[27][28]
- 1915 — «Возрождение» («Новая жизнь») — сапожник[29]
- 1915 — «Дурман» («Сёстры-натурщицы») — художник Бруно[30]
- 1915 — «Инвалиды духа» — доктор[31]
- 1915 — «Похождения Шпейера и его шайки „Червоных валетов“» — меховщик Воронов[32]
- 1916 — «Золотая туфелька» — Огинский, отец Лизы[33]
- 1916 — «Игра в любовь» («Крымский проводник», «Наши дамы в Крыму») — писатель Воскресенский[33]
- 1916 — «Люди и страсти» («Власть наглой красоты») — отец Коли, банковский деятель[34]
- 1916 — «Огненный дьявол» («Любовь») — Николай Петрович Вершинин, литературный критик, приват-доцент[35]
- 1916 — «О, ночь волшебная, полная неги…» — ?[36][35]
- 1916 — «Пьер и Жан» («Палач своей матери») — Марешаль, бывший любовник госпожи Ролан[37]
- 1916 — «Роман балерины» («Дневник балерины») — Сатаров, коммерсант[38][39]
- 1916 — У голубого озера («Роковое прошлое») — профессор Четвинд[40]
- 1916 — «Чёртово колесо» — муж Ады[41][42]
- 1917 — «К народной власти» («До Учредительного собрания») — ?[43]